# Linkin Park Underground 5.0
Op 21 november 2005 werd de vijfde editie van de Linkin Park Underground gelanceerd, de fanclub van rockgroep Linkin Park. Bij het pakket dat naar de leden werd verstuurd, zat een exclusieve ep. Deze bevatte zes livenummers van de band die zij tijdens Live 8, op 2 juli 2005 speelden. Rapper Jay-Z, met wie zij al eerder het mashupalbum Collision Course hadden gemaakt, deed mee op drie tracks. De nummers "In the End" en "Numb/Encore" waren de enige twee nummers die op de officiële dvd van het concert verschenen. De andere tracks die de band speelde zijn op de ep te vinden, met "Crawling" als uitzondering. Tijdens "Big Pimpin'/Papercut" begon Jay-Z per ongeluk te vroeg met zijn deel, terwijl Chester Bennington en Mike Shinoda nog steeds bezig waren. Deze fout is op de tv-uitzendingen duidelijk te zien, maar is verwijderd op de cd.

## Tracklist
| # | Track                                   | Schrijvers           | Performer            | Lengte | Oorspronkelijk album |
| 1 | "Somewhere I Belong"                    | Linkin Park          | Linkin Park          | 04:19  | Meteora              |
| 2 | "Breaking the Habit"                    | Linkin Park          | Linkin Park          | 04:40  | Meteora              |
| 3 | "Public Service Announcement - Intro"   | S. Carter            | Jay-Z                | 01:19  | Geen                 |
| 4 | "Dirt off Your Shoulder/Lying from You" | Jay-Z en Linkin Park | Jay-Z en Linkin Park | 04:40  | Collision Course     |
| 5 | "Big Pimpin'/Papercut"                  | Jay-Z en Linkin Park | Jay-Z en Linkin Park | 02:32  | 'Collision Course    |
| 6 | "Jigga What/Faint"                      | Jay-Z en Linkin Park | Jay-Z en Linkin Park | 03:550 | Collision Course     |